# Neivamyrmex carinifrons
Neivamyrmex carinifrons es una especie de hormiga guerrera del género Neivamyrmex, subfamilia Dorylinae. Esta especie fue descrita científicamente por Borgmeier en 1953.